# Мюллер, Стефан
Януш Стефан Мюллер (пол. Stefan Müller; 15 мая 1934, Львов Польская Республика — 28 февраля 2018, Вроцлав, Польша) — польский архитектор, урбанист, педагог, доктор Вроцлавского технологического университета.

## Биография
После окончания в 1956 году архитектурного факультета Вроцлавского политехнического института, начал работу во Вроцлавском Горпроекте. С начала 1960-х годов вместе со своей женой Марией руководил собственной архитектурной мастерской, создавал проекты в жилых домах во Вроцлаве и Нижней Силезии, автор ряда общественных и религиозных зданий и сооружений. За время работы реализовал более сорока архитектурных проектов.
С 1964 года преподавал во Вроцлавском технологическом университете, с 1998 года — доцент.
Научная деятельность С. Мюллера была сосредоточена на теоретической и доктринальной основе современной архитектуры с особым упором на взаимосвязь между сложившейся природной и культурной средой и современной архитектурой.
В 1971—1976 годах — президент Вроцлавского отделения Союза архитекторов Польши, в 1990—1992 годах — главный архитектор города Вроцлава и директор департамента архитектуры и городской геодезической городского управления Вроцлава.
Организовал две международные архитектурные выставки TERRA 1 и TERRA 2.

## Награды
- Серебряный Крест Заслуги (1974)
- Почётная премия Союза архитекторов Польши (2011)

## Избранные работы

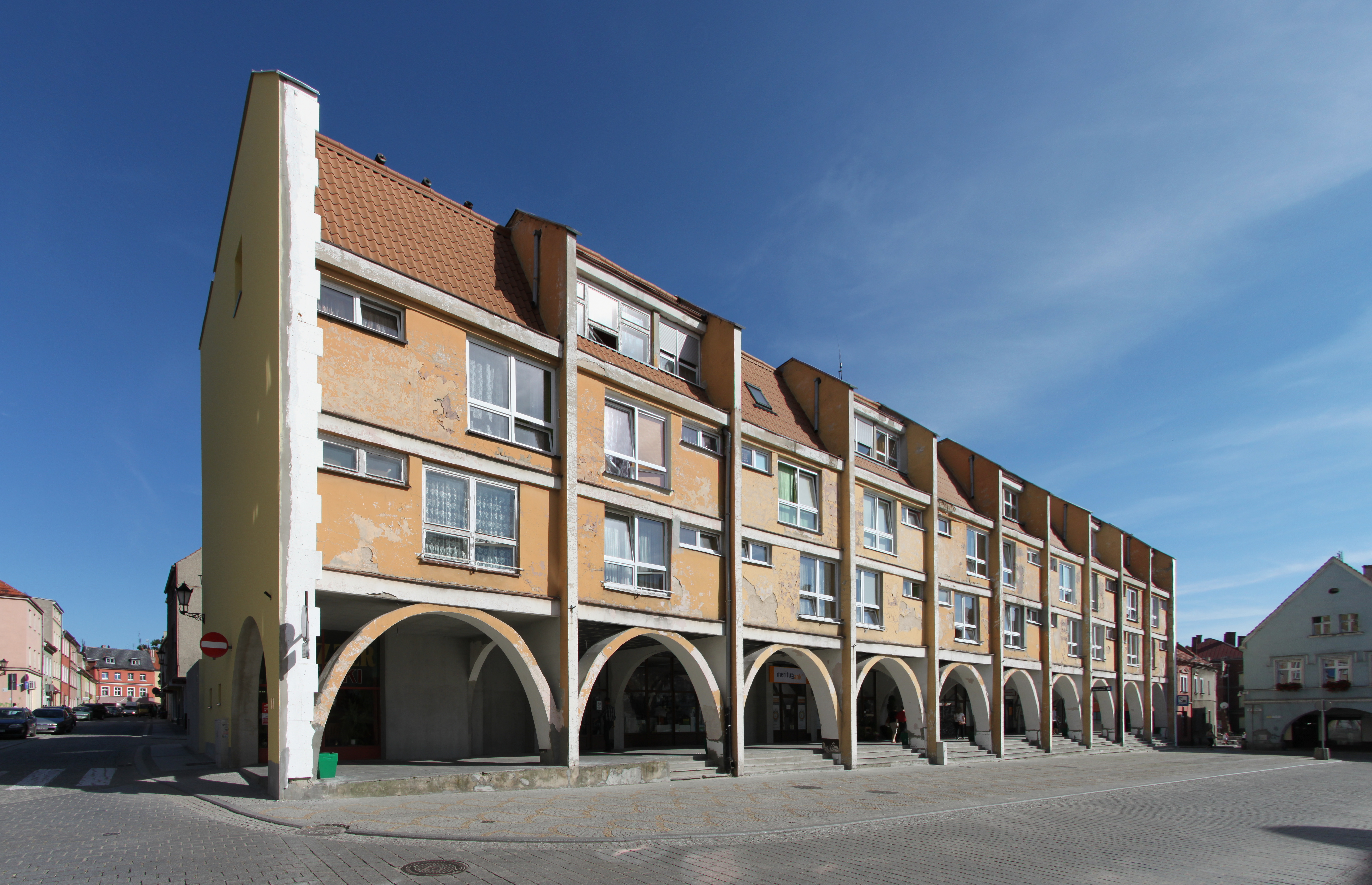
Восточная сторона рынка в Яворе
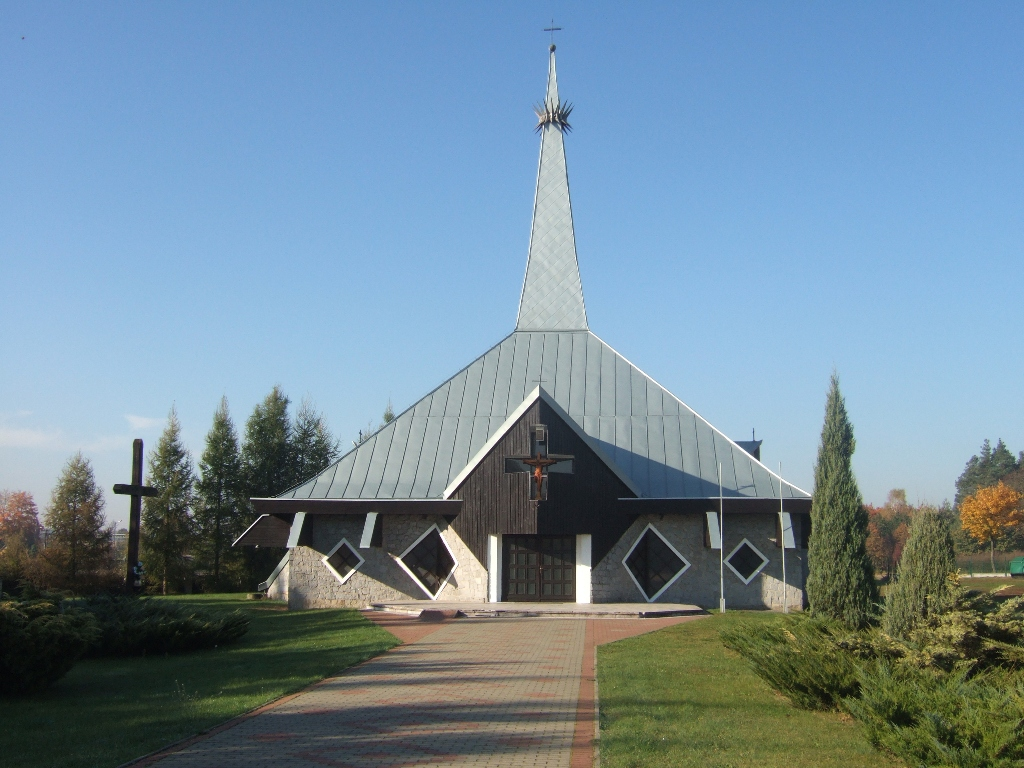
Костёл св. Марии королевы Польши (Домашовице Опольское воеводство)
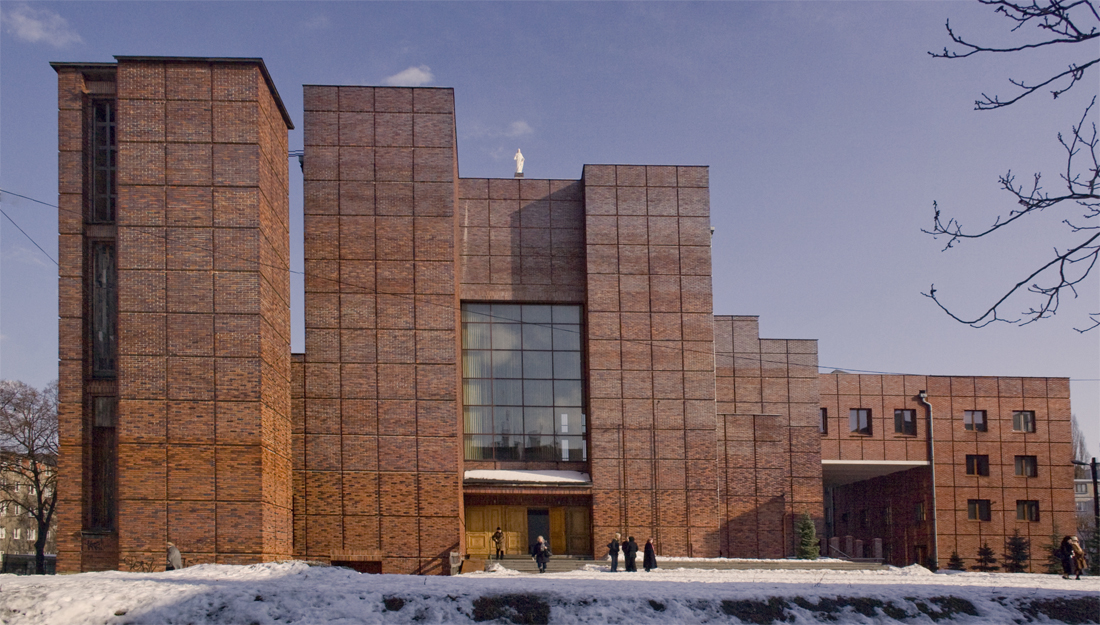
Костёл св. Станислава Костки во Вроцлаве
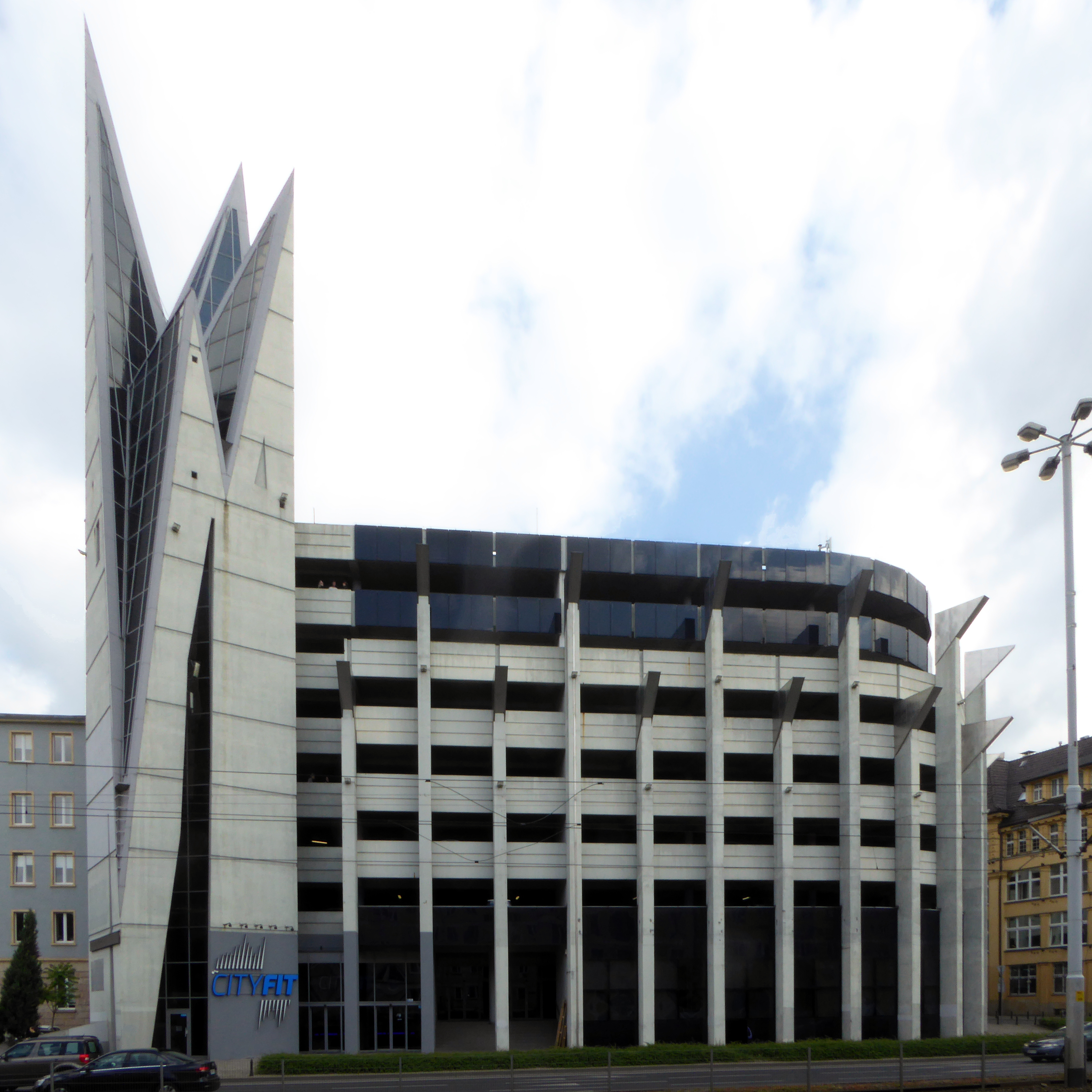
Многоэтажный паркинг во Вроцлаве